# Ichthyoxenus expansus
Ichthyoxenus expansus is een pissebed uit de familie Cymothoidae. De wetenschappelijke naam van de soort is voor het eerst geldig gepubliceerd in 1920 door Van Name.